# Pyramidella fusca
Pyramidella fusca är en snäckart. Pyramidella fusca ingår i släktet Pyramidella och familjen Pyramidellidae. Inga underarter finns listade i Catalogue of Life.